# إليهو روت
إليهو روت (بالإنجليزية: Elihu Root)‏ هو محامي وديبلوماسي أمريكي ولد في 15 فبراير 1845 وتوفي في 7 فبراير 1937.
ولد إليهو في كلينتون بنيويورك لأب كان يعمل بروفيسور رياضيات بمعهد هاميلتون الذي درس فيه اليهو والتحق فيما بعد بمجتمع سيجما. بعد تخرجه درّس لمدة سنة في أكاديمية روما. وفي سنة 1867 تخرج من مدرسة الحقوق بجامعة نيو يورك وعمل كمحام خاص. عينه تشستر آرثر محامي الولايات المتحدة في القسم الجنوبي من مدينة نيويورك.
بين 1899 و 1904 عمل وزير الحرب الأمريكي. في سنة 1905 عيّنه روزفلت وزير دولة. في جولة قام بها في أمريكا الاتينية أقتع عدة دول بالمشاركة في مؤتمر لاهاي للسلام. بين 1909 و 1915 عمل نائبا جمهوريا عن ولاية نيوريورك في مجلس الشيوخ الأمريكي. عمل بعد ذلك رئيسا لمؤسسة كارنيجي للسلام الدولي بين 1910 و 1925. ساعد كذلك في إنشاء أكاديمية لاهاي للقانون الدولي. تحصل سنة 1912 على جائزة نوبل للسلام لمساهمته في جمع الدول من خلال التحكيم والتعاون.

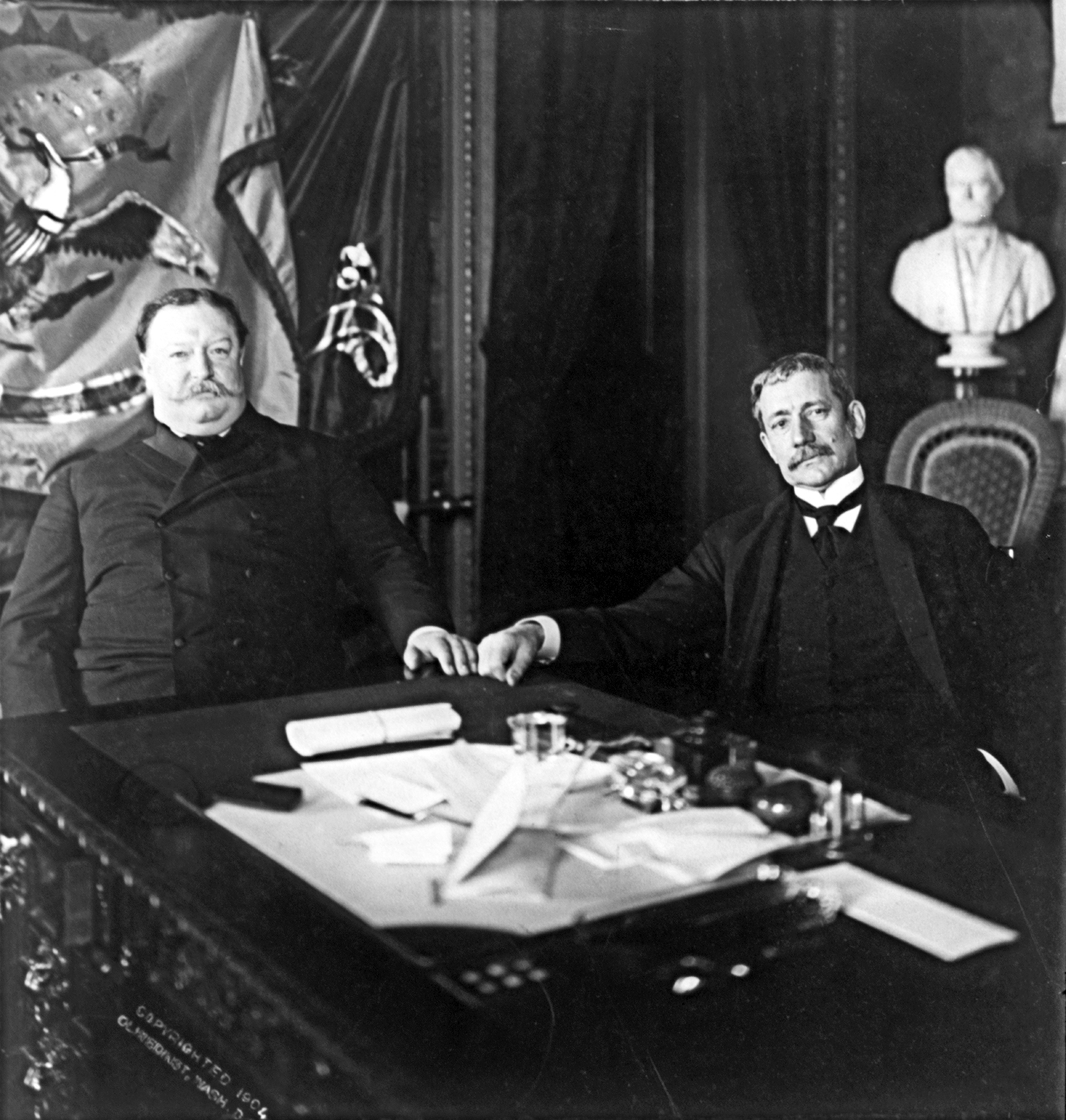
روت مع ويليام هوارد تافت عام 1904

في سنة 1917 أرسل إلى روسيا من قبل الرئيس وودرو ويلسون للتحاور مع الحكومة الثورية. بعد الحرب العالمية الأولى دعم عصبة الأمم وعمل في هيئة الخبراء القانونيين التي أسست المحمة الدائمة للعدل الدولي. في سنة 1922 عينه وارن هاردنج مبعوثا للمؤتمر العالمي للحد من انتشار الأسلحة. عمل مع أندرو كارنيجي من أجل برامج سلام العالمي وتطوير العلم.
| سبقه جون هاي | وزير خارجية الولايات المتحدة 1905-1909 | تبعه روبرت بيكون |

## روابط خارجية
- إليهو روت على موقع الموسوعة البريطانية (الإنجليزية)
- إليهو روت على موقع إن إن دي بي (الإنجليزية)